# Isocomène
L’isocomène est un composé organique de formule C15H24, isolé pour la première fois à partir de la plante Isocoma wrightii, de la famille des astéracées, dont il tire son nom. C'est un sesquiterpène dont la structure inhabituelle à trois cycles cyclopentane annélés a été décrite pour la première fois par Zalkow et al. en 1977. La première synthèse totale de l'isocomène a été publiée par M.C. Pirrung en 1979. Les étapes-clefs sont une réaction de cycloaddition [2 + 2] intramoléculaire photocatalysée, suivie d'un réarrangement qui forme trois centres stéréogènes contigus.